# Glasfenster der Marienkirche Kaiserslautern

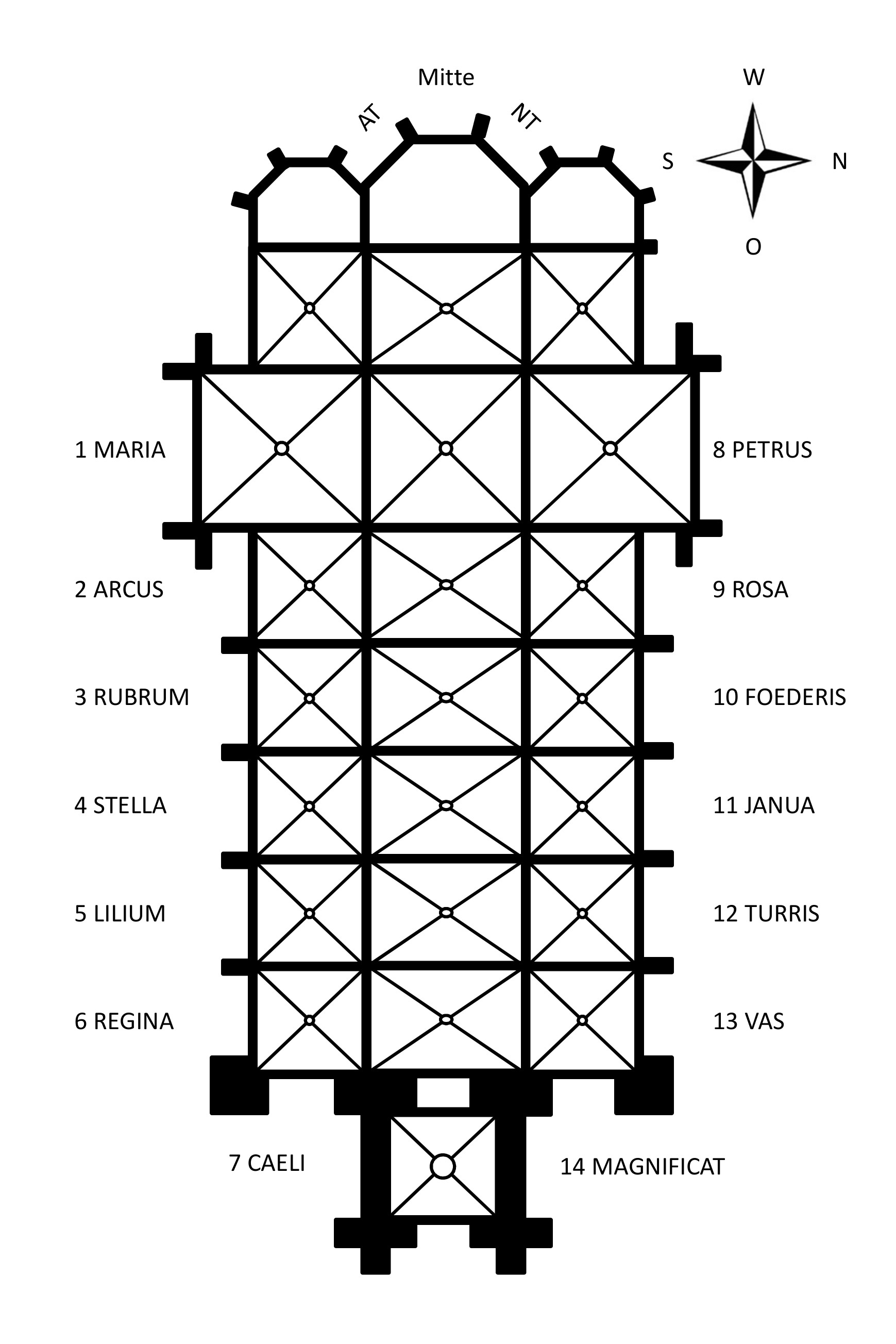
Schematischer Grundriss der Marienkirche Kaiserslautern mit Angabe der Lage der Fenster

Die Glasfenster der Marienkirche Kaiserslautern sind ein Zyklus von Bleiglasfenstern mit marianischen Motiven in der Marienkirche in Kaiserslautern.

## Entstehung
Am 28. September 1944 zerstörte ein Bombenangriff alle Fenster der Marienkirche. Sie wurden zunächst durch eine Notverglasung ersetzt. 1952 gab Pfarrer Engel die neuen Fenster bei dem Münchner Künstler Wilhelm Pütz in Auftrag. Pfarrer Engel wirkte an der Gestaltung und Farbgebung mit, er entwarf auch selbst Fenster. Die Motive sind größtenteils der Lauretanischen Litanei entnommen. In den Jahren 1952 und 1953 wurden zuerst die seitlichen Fenster eingesetzt, 1953 und 1954 dann die Fenster im Chor erneuert. Das Jahr der Fertigstellung war das Zentenarium der dogmatischen Definition der Unbefleckten Empfängnis Mariens.

## Südfenster
Die Fenster auf der linken Seite des Hauptschiffs bzw. im Querschiff sind nach Süden gerichtet.

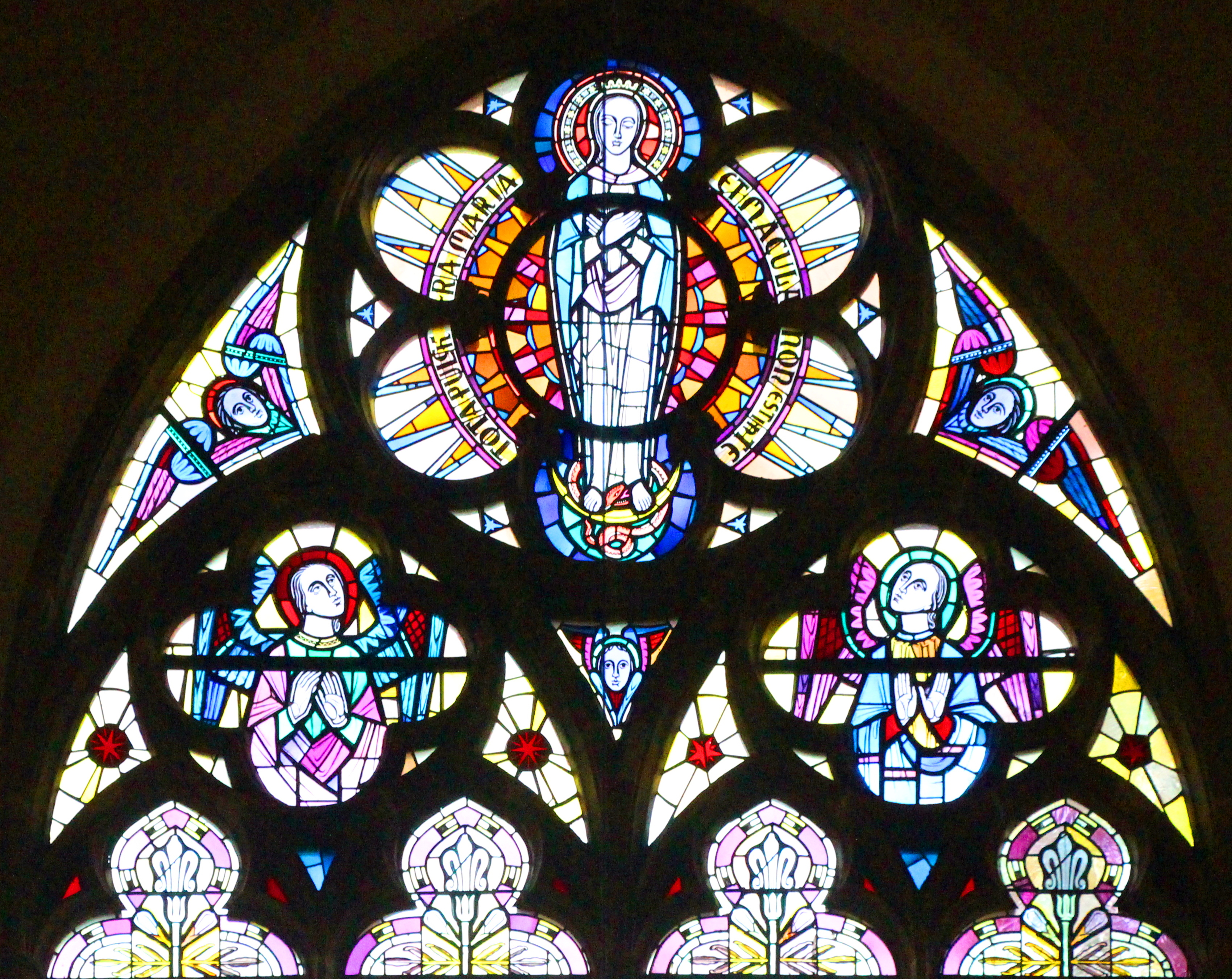
Tota pulchra Maria, südliches Querschifffenster
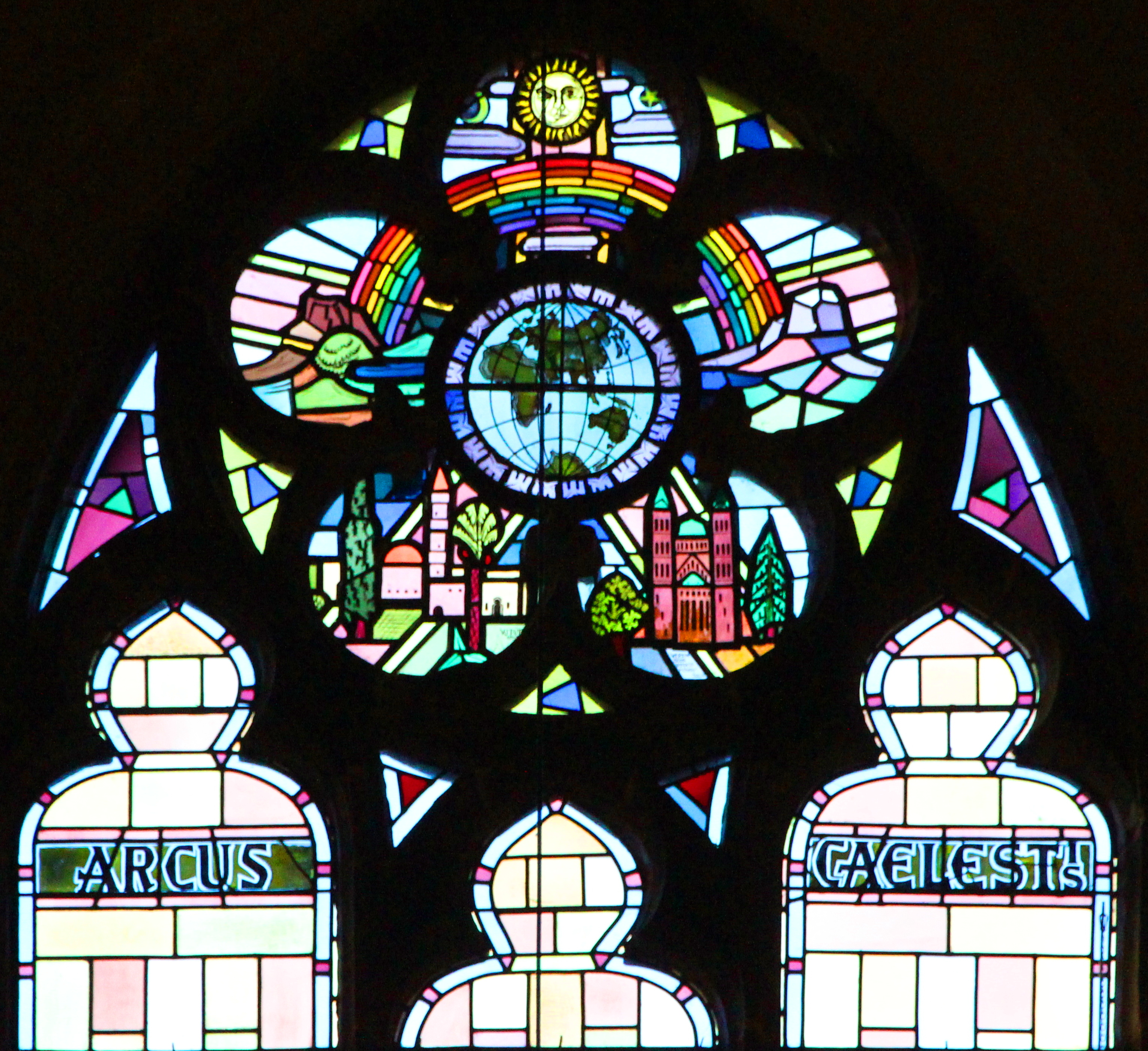
Himmelsbogen, zweites Fenster auf der Südseite
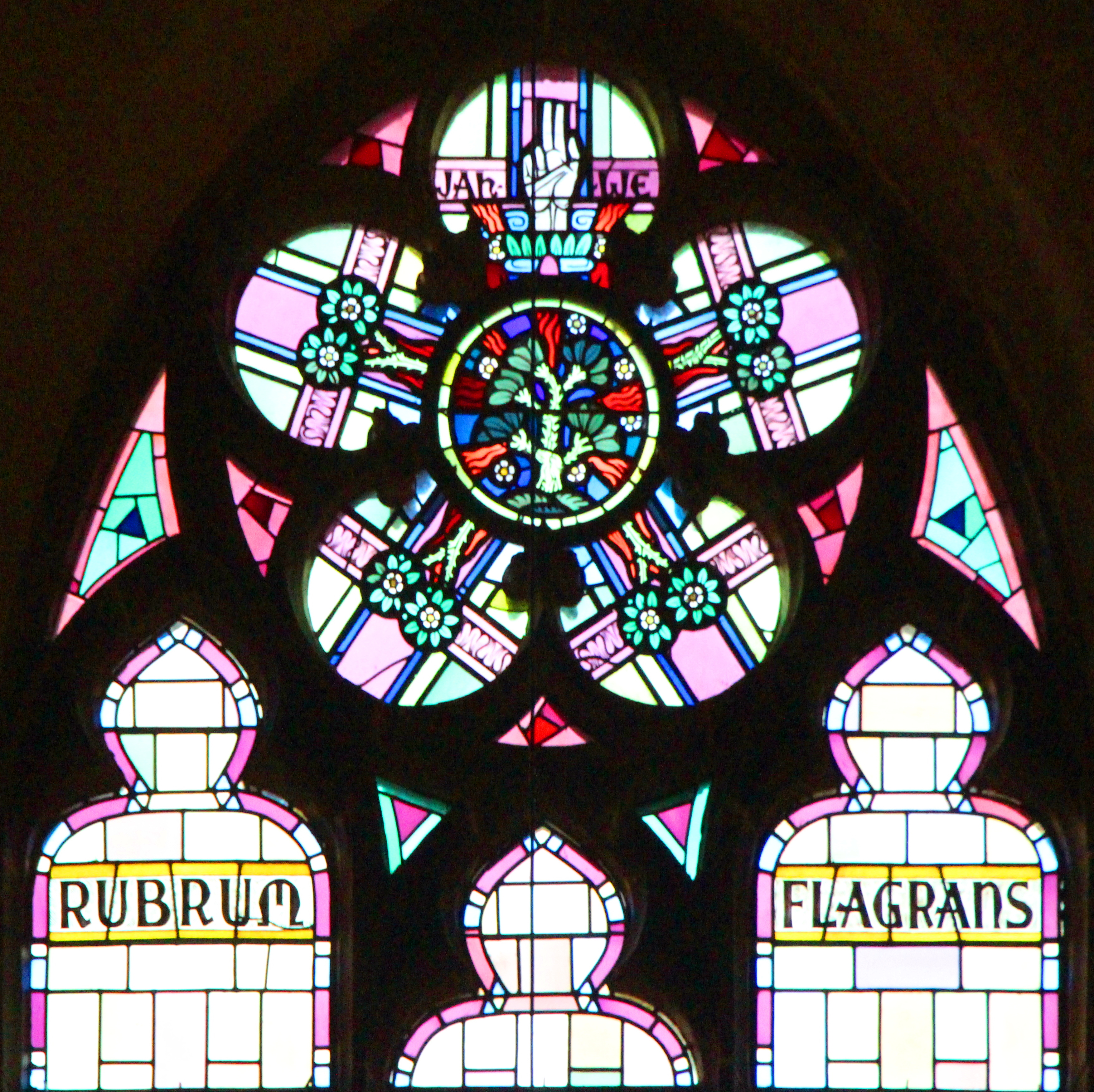
Brennender Dornbusch, drittes Fenster auf der Südseite
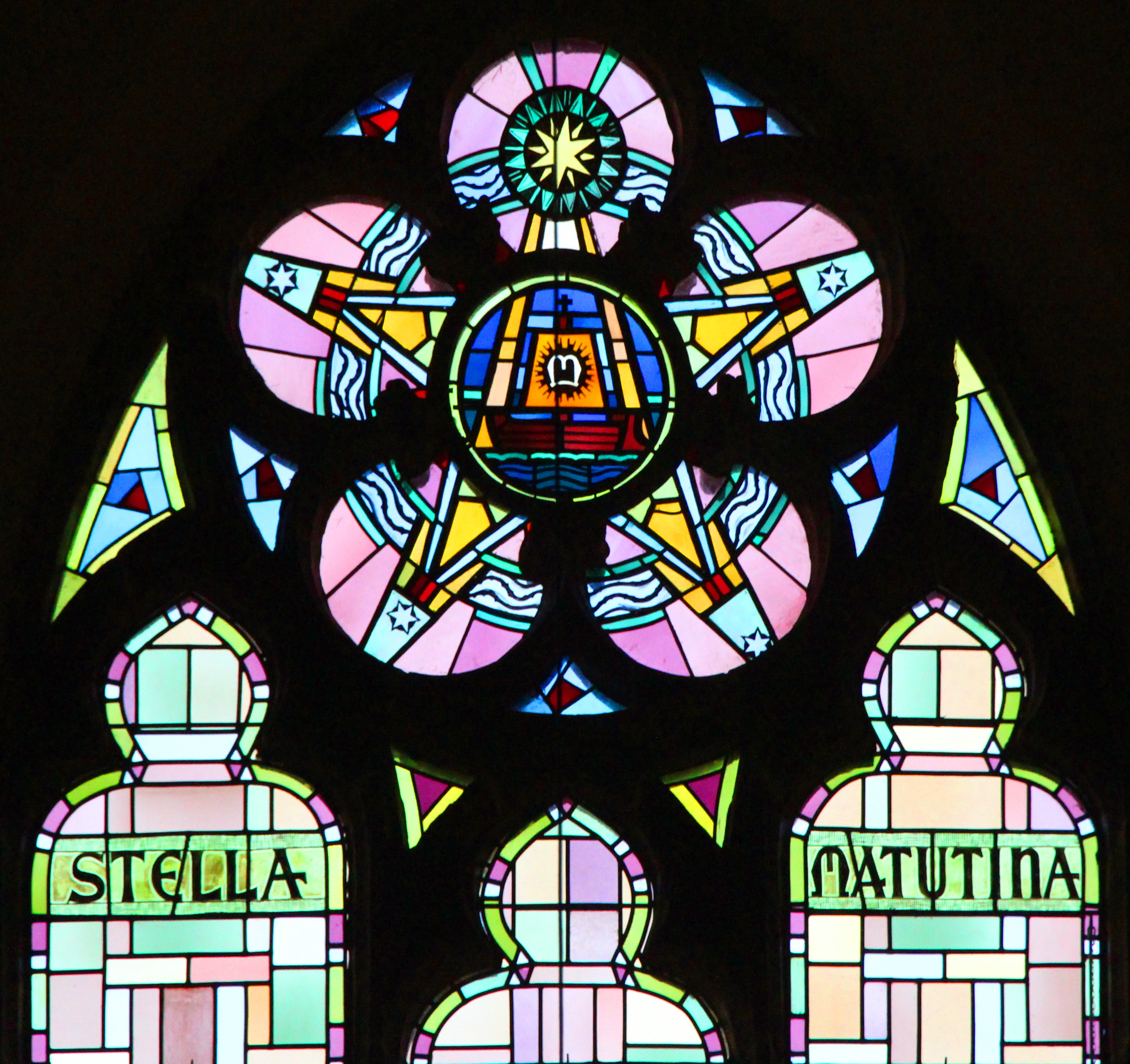
Morgenstern, viertes Fenster auf der Südseite
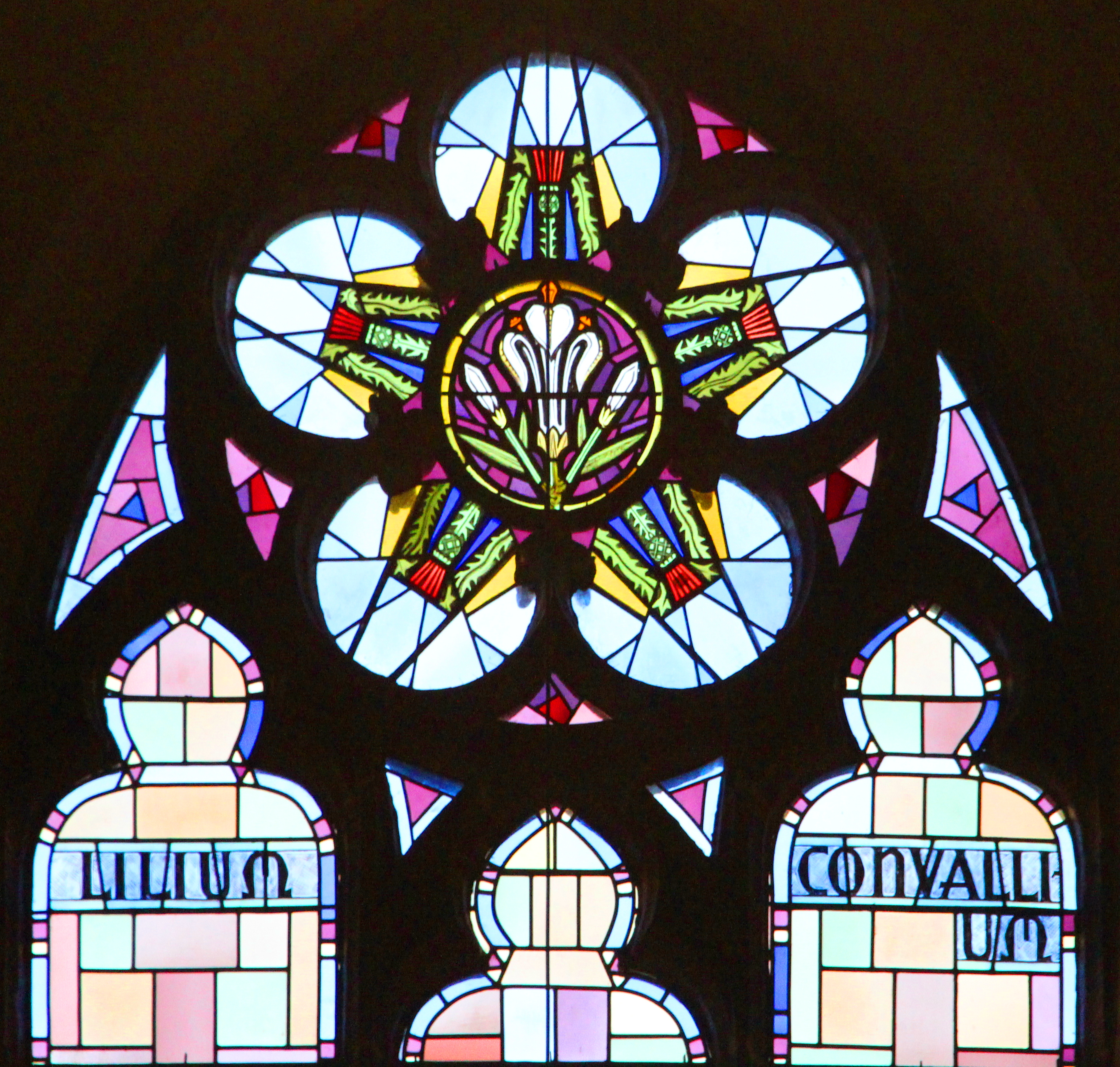
Lilie der Täler, fünftes Fenster auf der Südseite
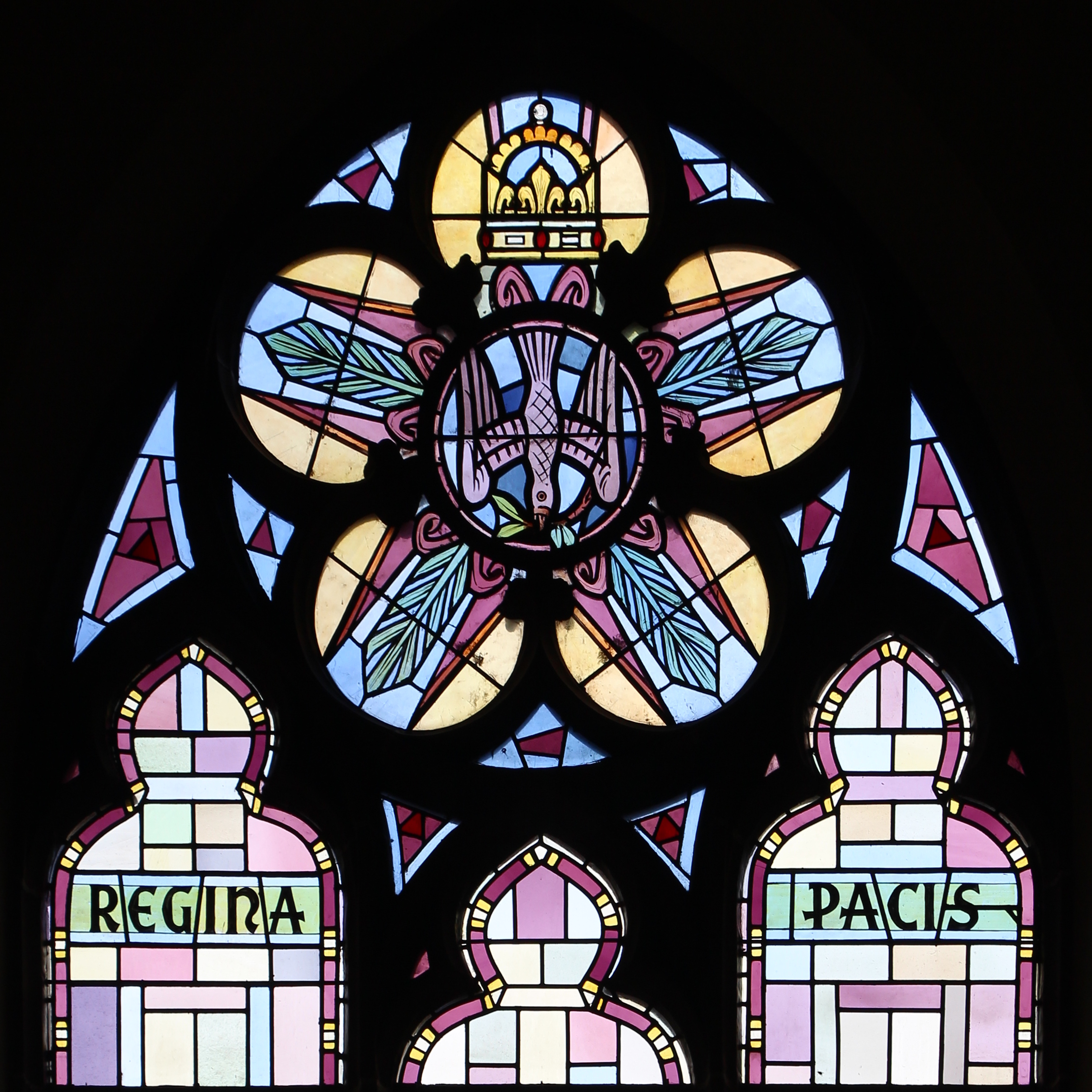
Königin des Friedens, sechstes Fenster auf der Südseite über der Empore
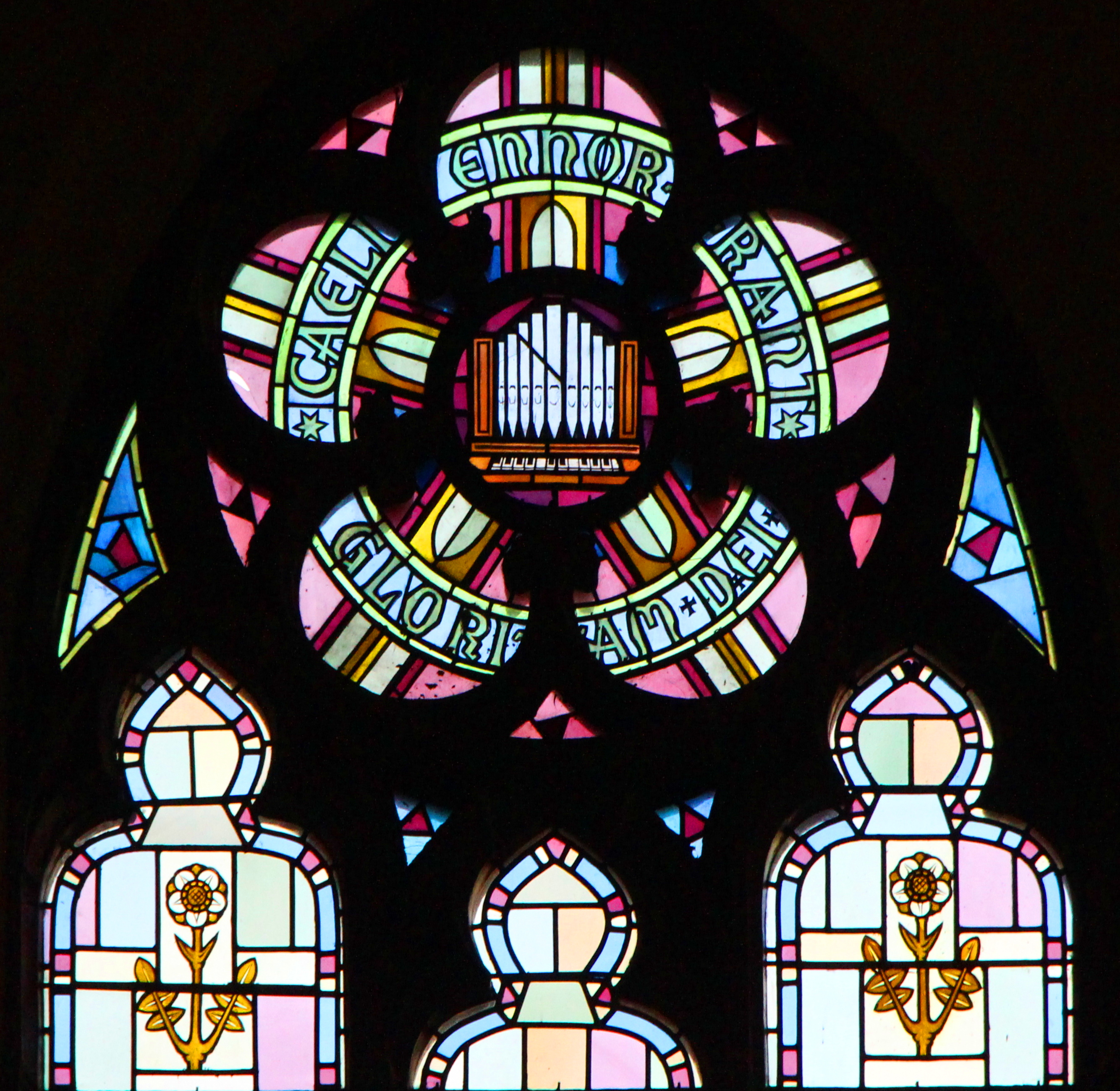
Die Himmel erzählen die Herrlichkeit Gottes, siebtes Fenster auf der Südseite über der Empore

Im Sechspass des linken Querschifffensters sehen wir Maria, in den Dreieckfeldern über der Madonna zwei Engel, desgleichen zwei Engel in den Vierpässen darunter. Die Inschrift „Tota pulchra Maria et macula non est in te“ weist auf das Geheimnis der Unbefleckten Empfängnis Mariens hin. Der Hohelied-Vers „Alles an dir ist schön, meine Freundin, kein Makel haftet dir an“ (Hl 4,7) wurde auf Maria bezogen. Das Hochfest der ohne Erbsünde empfangenen Jungfrau und Gottesmutter Maria, das am 8. Dezember gefeiert wird, hat seinen Ursprung im 8. und 9. Jahrhundert.
Das erste Seitenschifffenster auf der Südseite trägt die Inschrift „Arcus caelestis“ (Himmelsbogen). Über dem Regenbogen ist die Sonne zu erkennen, links der Mond und rechts ein Stern. Unter dem Regenbogen die Erdkugel mit den Kontinenten. Darunter rechts der Speyerer Dom und links ein Kirchengebäude. Der Regenbogen ist ein altes Symbol der Verbindung von Himmel und Erde. Im Alten Testament (AT) wird er nach der Sintflut von Gott als Bundeszeichen gesetzt (Gen 9,12-16). Als Gewähr für Gottes Gnade und als Hinweis auf seine Herrlichkeit gehört der Regenbogen zum Thron des Weltenherrschers (vgl. Offb 4,3: „… über dem Thron (Gottes) wölbte sich ein Regenbogen, der wie ein Smaragd aussah“). Die 7 Farben wurden auch als Gaben des Hl. Geistes interpretiert; und die 3 Grundfarben als Symbol der Dreifaltigkeit. Das unzerreißbare Band zwischen Schöpfer und Geschöpf wird auch zum Symbol für Maria, wie auch in Matthias Grünewalds Stuppacher Madonna dargestellt.
Das zweite Seitenschifffenster trägt die Inschrift „Rubrum Flagrans“ (Brennender Dornbusch). Über dem brennenden Dornbusch ist die Hand Gottes zu erkennen, sowie der Gottesname JAHWE. Der brennende Dornbusch galt nach mittelalterlicher Typologie als Ankündigung oder Vorbild der Unbefleckten Empfängnis. In der russischen Ikonenmalerei seit dem 16. Jahrhundert wird Maria häufig symbolisch als nicht verbrennender Dornbusch dargestellt.
Das dritte Seitenschifffenster trägt die Inschrift „Stella matutina“ (Morgenstern). Der Morgenstern bzw. Meerstern ist der Planet Venus in seiner morgendlichen Position – und insofern er den neuen Tag ankündigt, ist er Zeichen ständiger Erneuerung und Symbol des über die Nacht siegenden Lichtes. In Offb 22,16 bezieht Jesus dieses Zeichen auf sich selbst: „Ich, Jesus, bin der strahlende Morgenstern“. Papst Gregor der Große greift das Bild besonders im Hinblick auf die Auferstehung wieder auf. Auch Maria kann als Stella Matutina gesehen werden, indem sie Christus vorangeht. In der lauretanischen Litanei wird Maria als Stella Matutina angerufen. "Bekanntlich geht dieser Stern zusammen mit der Morgenröte dem Aufgang der Sonne vorauf: So ist Maria dem Kommen des Heilands voraufgegangen, dem Aufgehen der Sonne der Gerechtigkeit in der Geschichte des Menschengeschlechtes." Im Gotteslob wird Maria als Meerstern angerufen.
Das vierte Seitenschifffenster trägt die Inschrift „Lilium convallium“ (Lilie der Täler). Hiermit wird ein Bezug hergestellt zum Hohen Lied (Hld 2,1): „Ich bin eine Blume des Scharon, eine Lilie der Täler.“ Der Scharon ist eine sehr fruchtbare Ebene am Mittelmeer, zwischen Tel Aviv-Jaffa und Haifa gelegen. Die Lilie deutet auf makellose Reinheit und jungfräuliche Mutterschaft. Oft sieht man die Lilie auch in den Händen des Verkündigungsengels Gabriel.
Das fünfte Seitenschifffenster trägt die Inschrift „Regina pacis“ (Königin des Friedens). Im Fünfpass oben ist die Krone als Attribut der Königin zu sehen. In der Mitte eine Taube (Zeichen des Friedens), die im Schnabel einen Ölzweig trägt (in Erinnerung an das Ende der Sintflut, Gen 8,11, (Gen 8,11 )). Auch in der lauretanischen Litanei wird Maria als Königin des Friedens angerufen.
Das sechste Seitenschifffenster trägt die Inschrift „Caeli ennorant gloriam Dei“ (Die Himmel erzählen die Herrlichkeit Gottes). Das letzte Fenster auf der Südseite, das Emporefenster, weist auf die Kirchenmusik: „Caeli ennorant gloriam Dei“ (Ps 19,2). Gut zu erkennen ist die Darstellung eines Orgelprospekts, darunter die Tastatur eines Manuals.

## Chorfenster
Im Chor befinden sich drei Fenster. In den Vierpässen oben sind die Symbole allsehendes Auge als Hinweis auf Gottvater (links), "Taube" stellvertretend für den Hl. Geist (Mitte) und "Pelikan" als Symbol für Christus (rechts) dargestellt.
Das linke Fenster stellt drei Szenen aus dem Alten Testament dar, das rechte Fenster nimmt darauf Bezug und stellt Szenen aus dem Neuen Testament dar.
Links oben ist der Sündenfall (1. Mose 3) dargestellt, darauf Bezug nehmend rechts oben Christus am Kreuz.
Links unten ist Esther mit König Artaxerxes als Vorbild für Maria dargestellt und rechts unten ist in einer außergewöhnlichen Darstellung Jesus zu sehen, der Maria einen Brautring reicht.
Im Mittleren Fenster ist Maria als Patronin der leidenden Kirche (unten), der streitenden Kirche (Mitte) und der triumphierenden Kirche (oben) dargestellt.
Vierpässe:

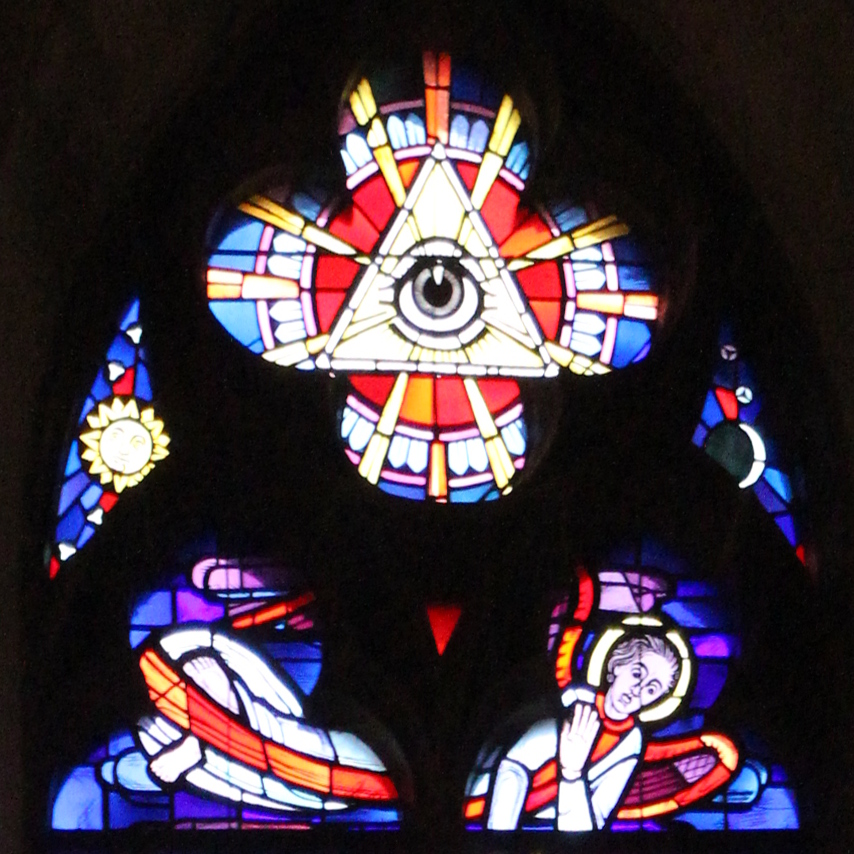
Allsehendes Auge, Gottvater (Vierpass linkes Chorfenster)
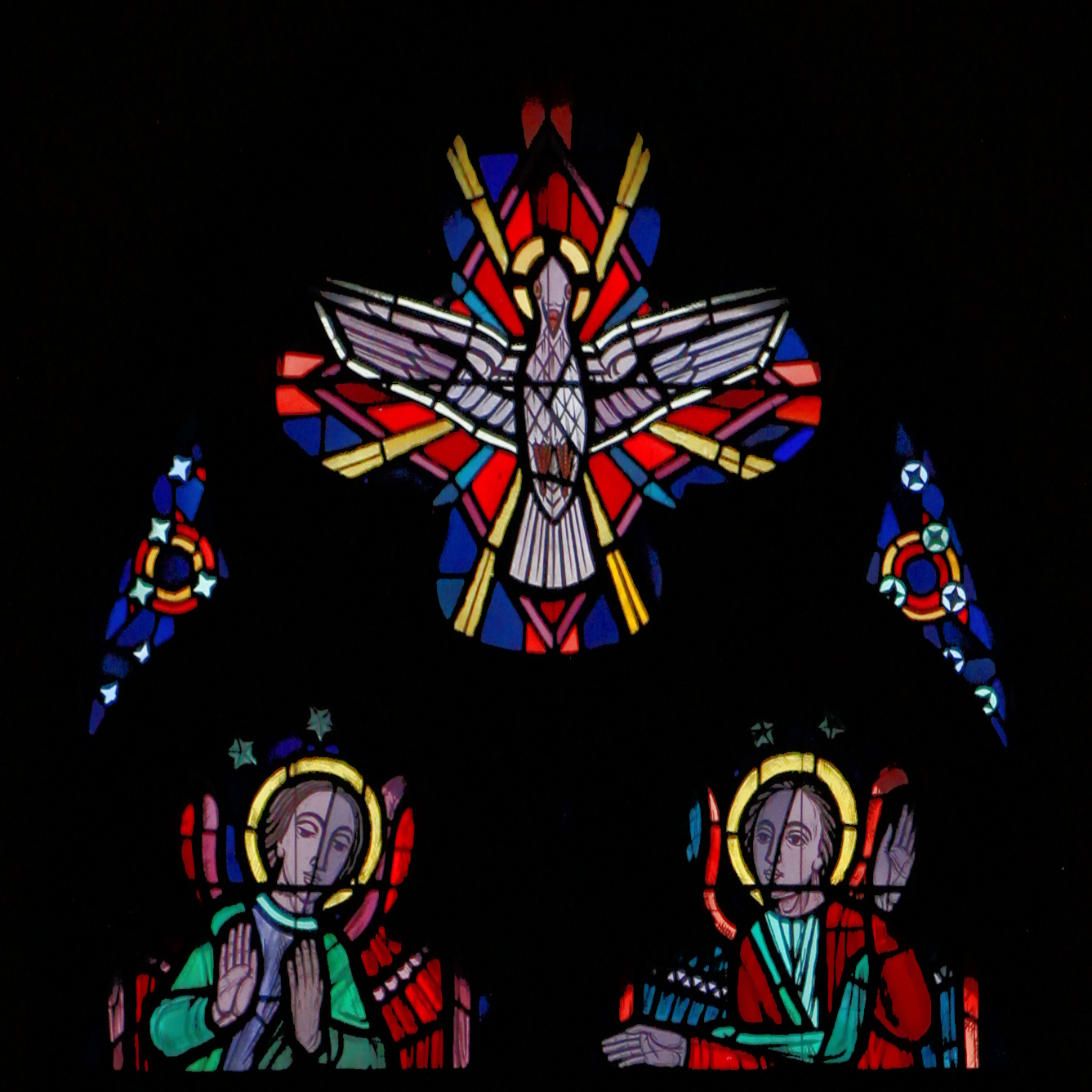
Taube (Vierpass mittleres Chorfenster)
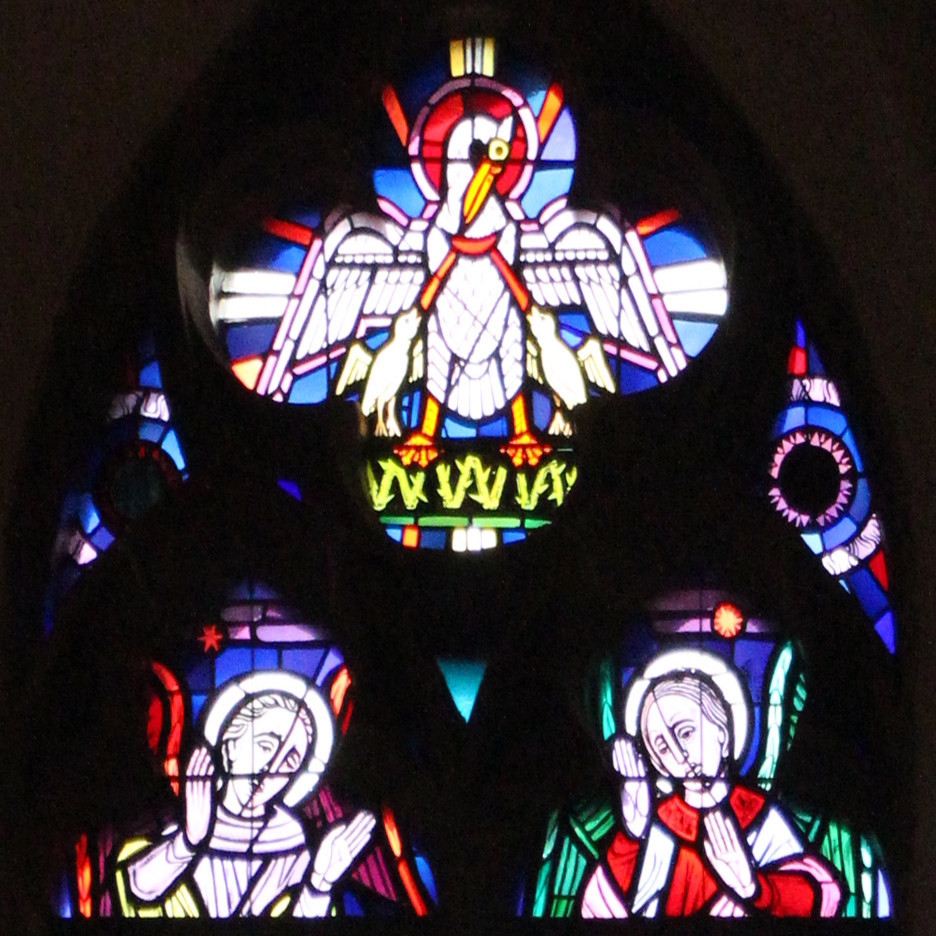
Pelikan (Vierpass rechtes Chorfenster)

Altes vs. Neues Testament

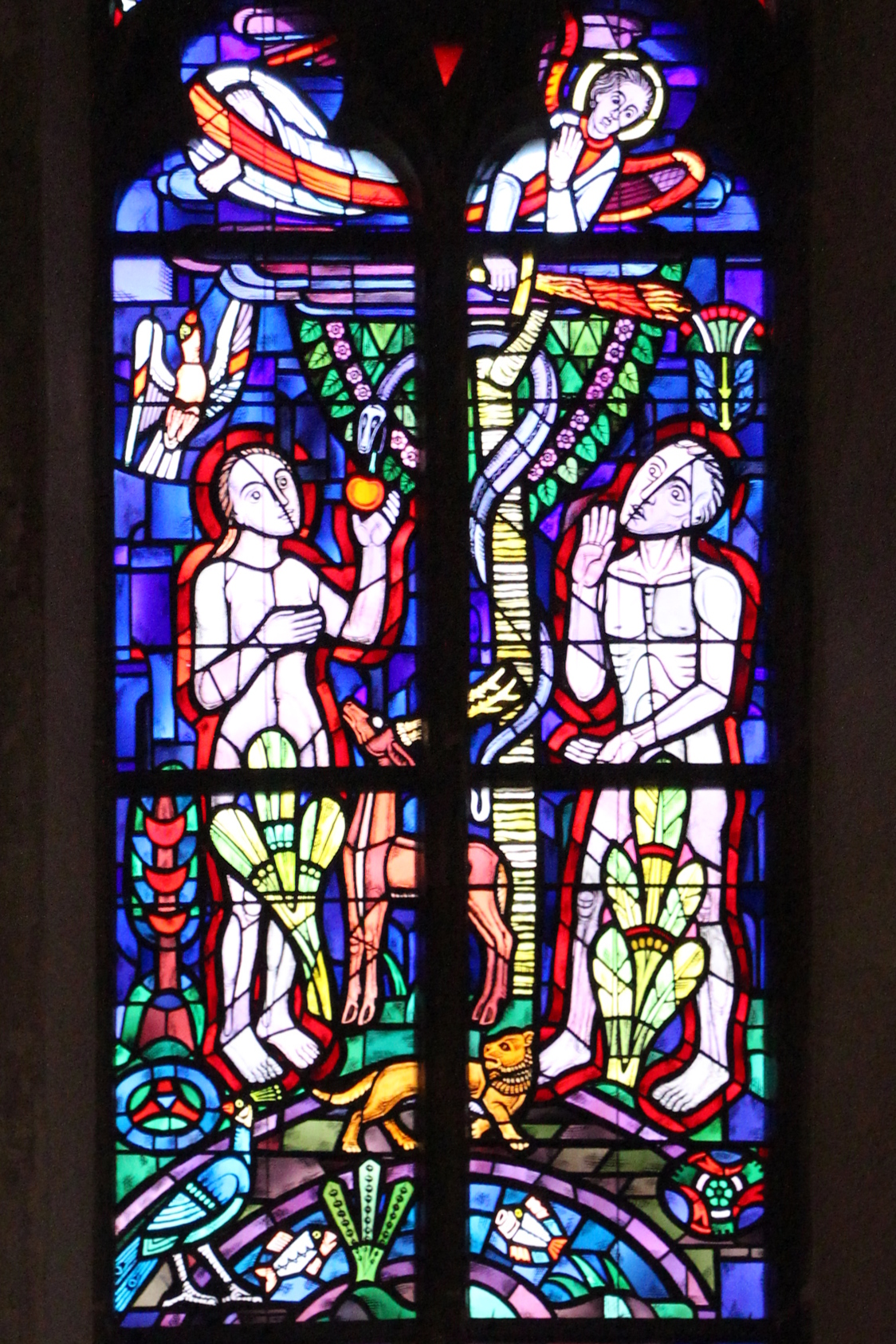
Der Sündenfall (1. Mose 3) (linkes Chorfenster oben)
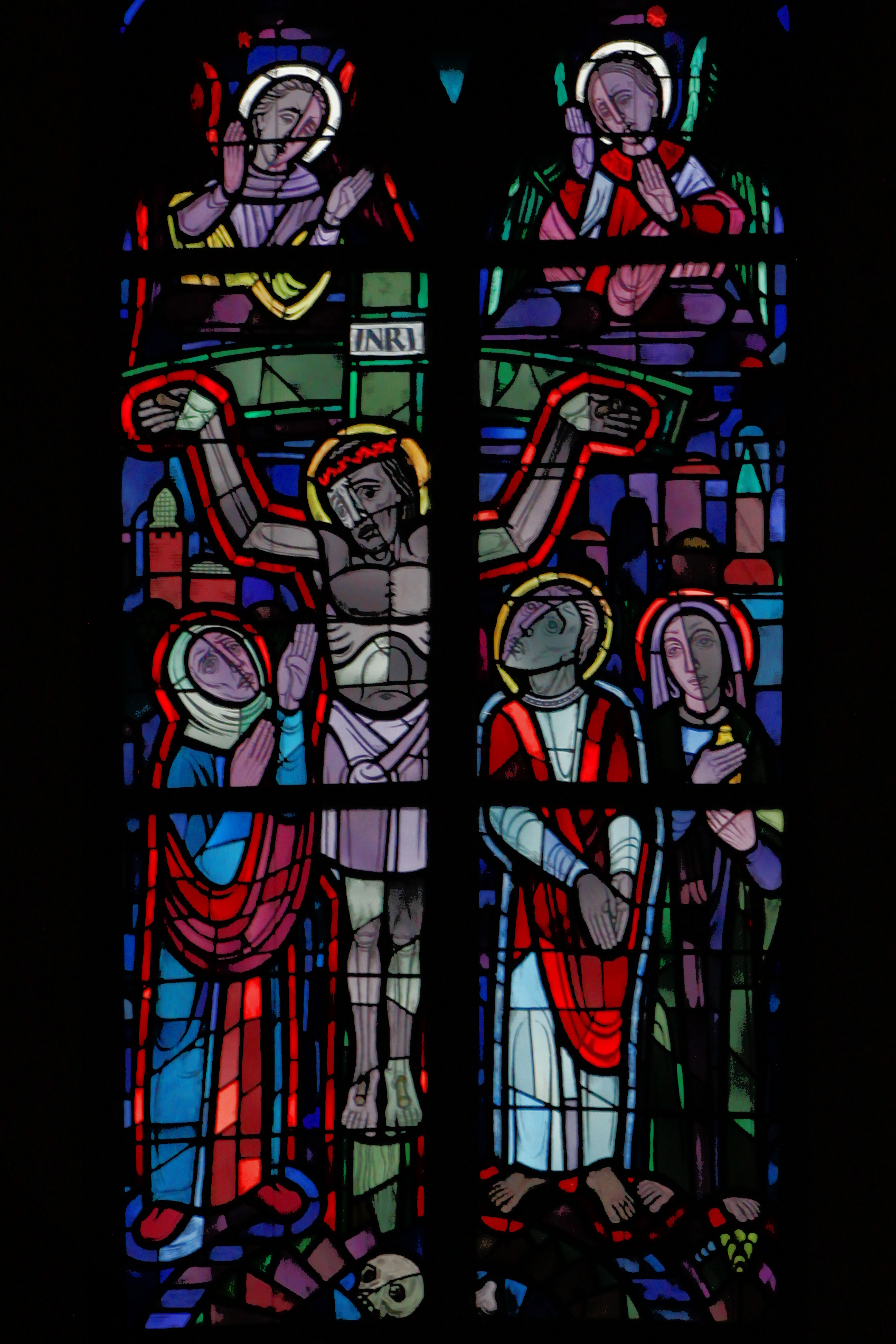
Jesus am Kreuz (rechtes Chorfenster oben)
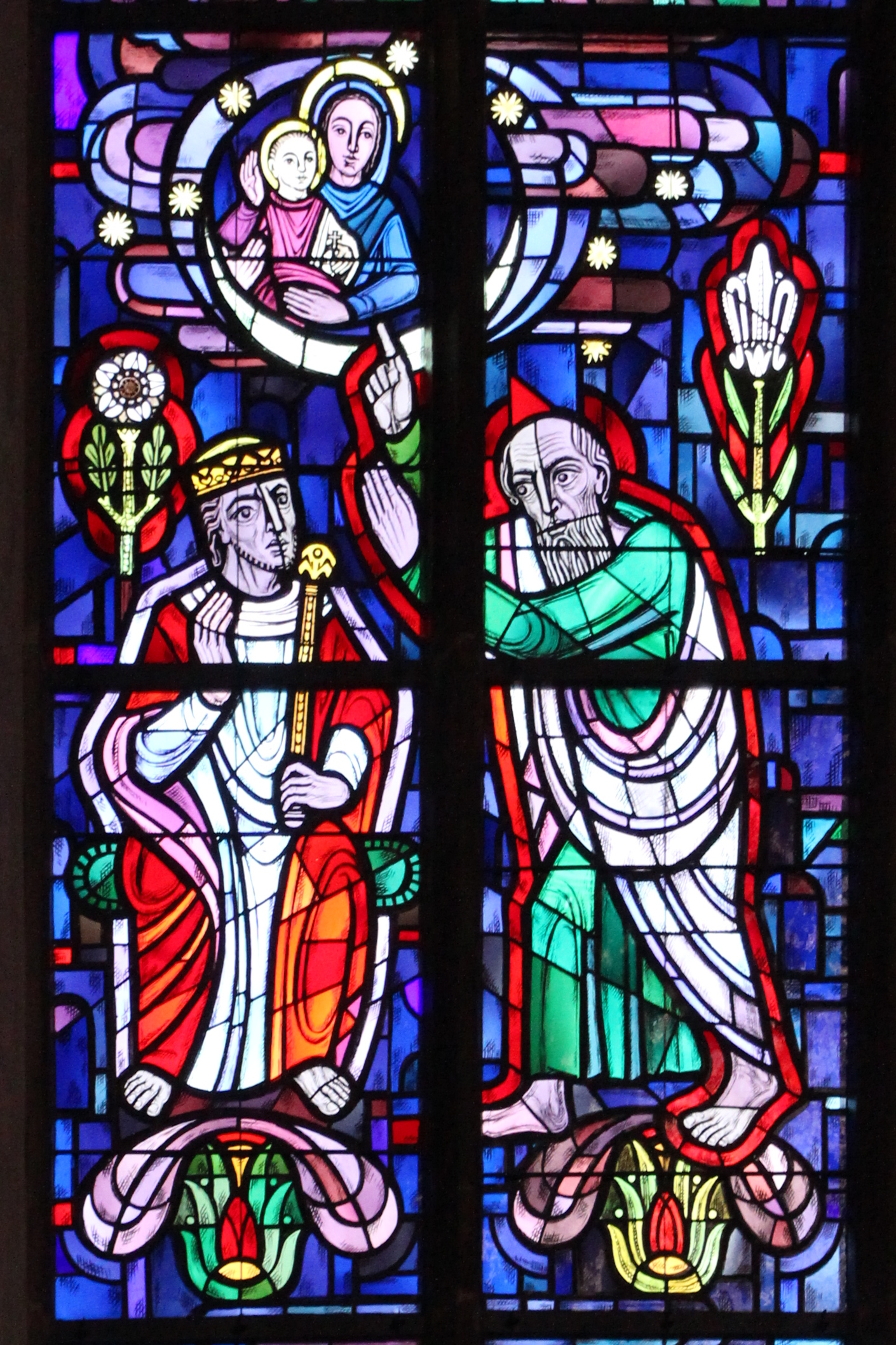
König David (linkes Chorfenster Mitte)
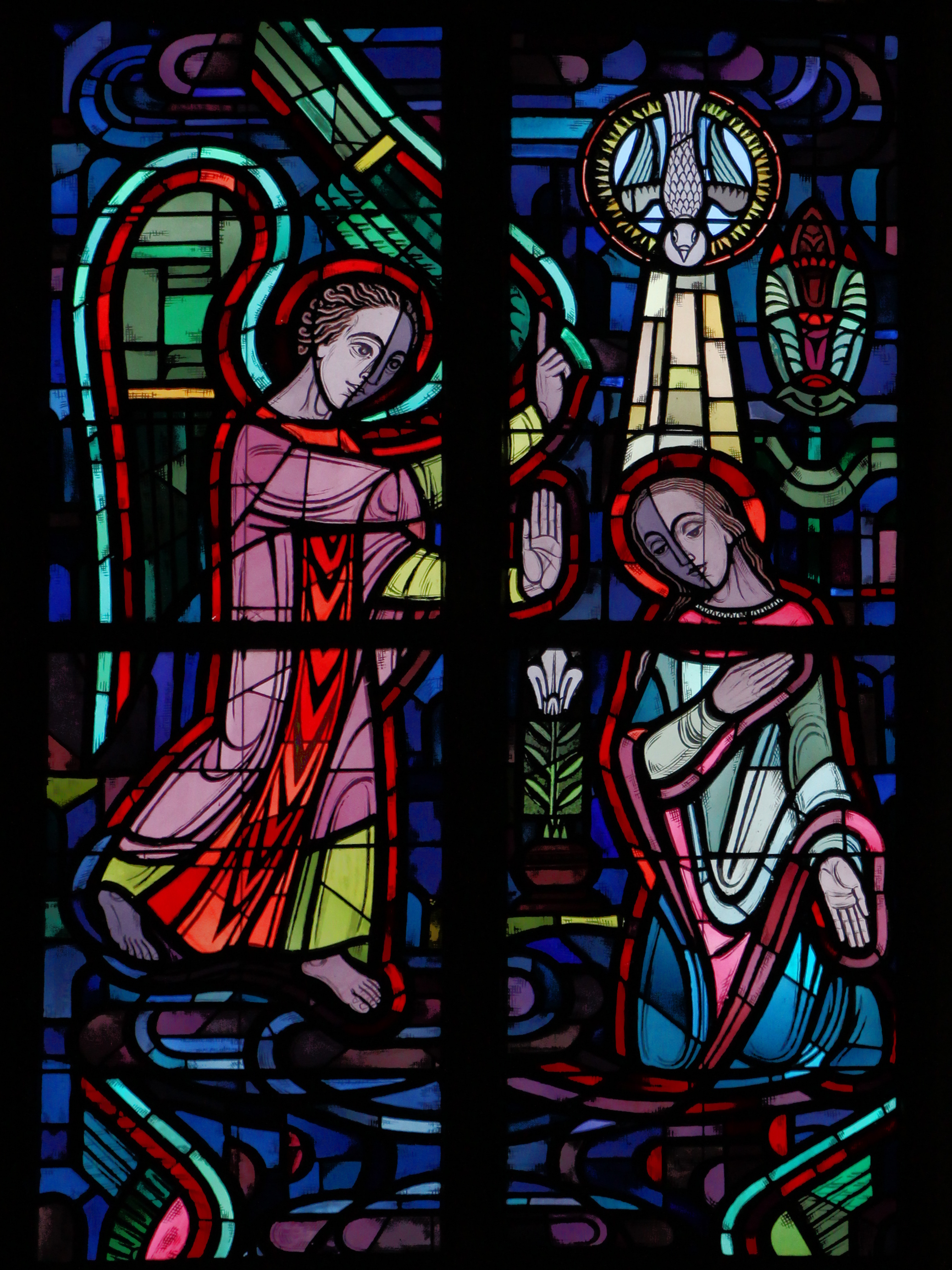
Mariä Verkündigung (rechtes Chorfenster Mitte)
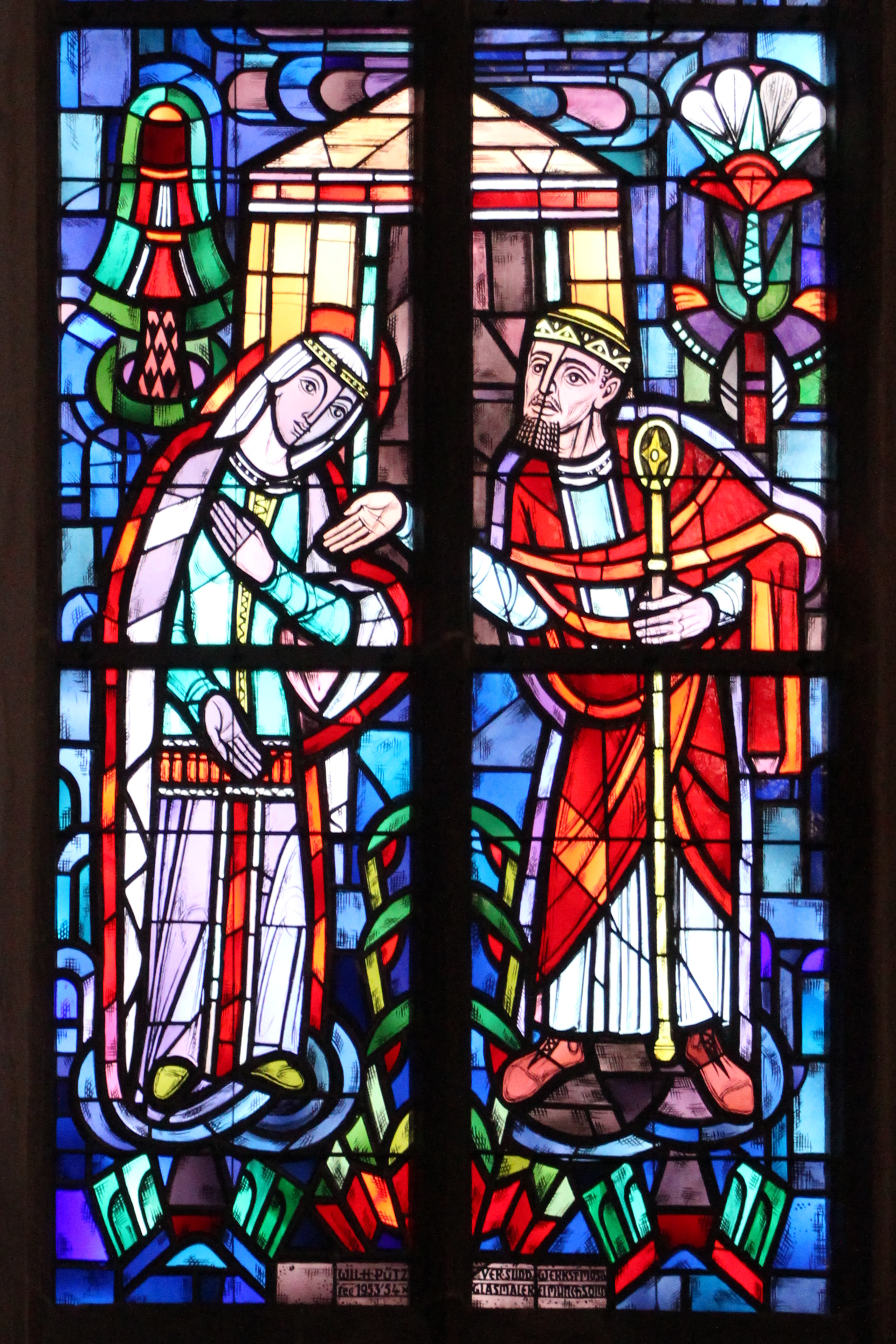
Esther und Artaxerxes (linkes Chorfenster unten)
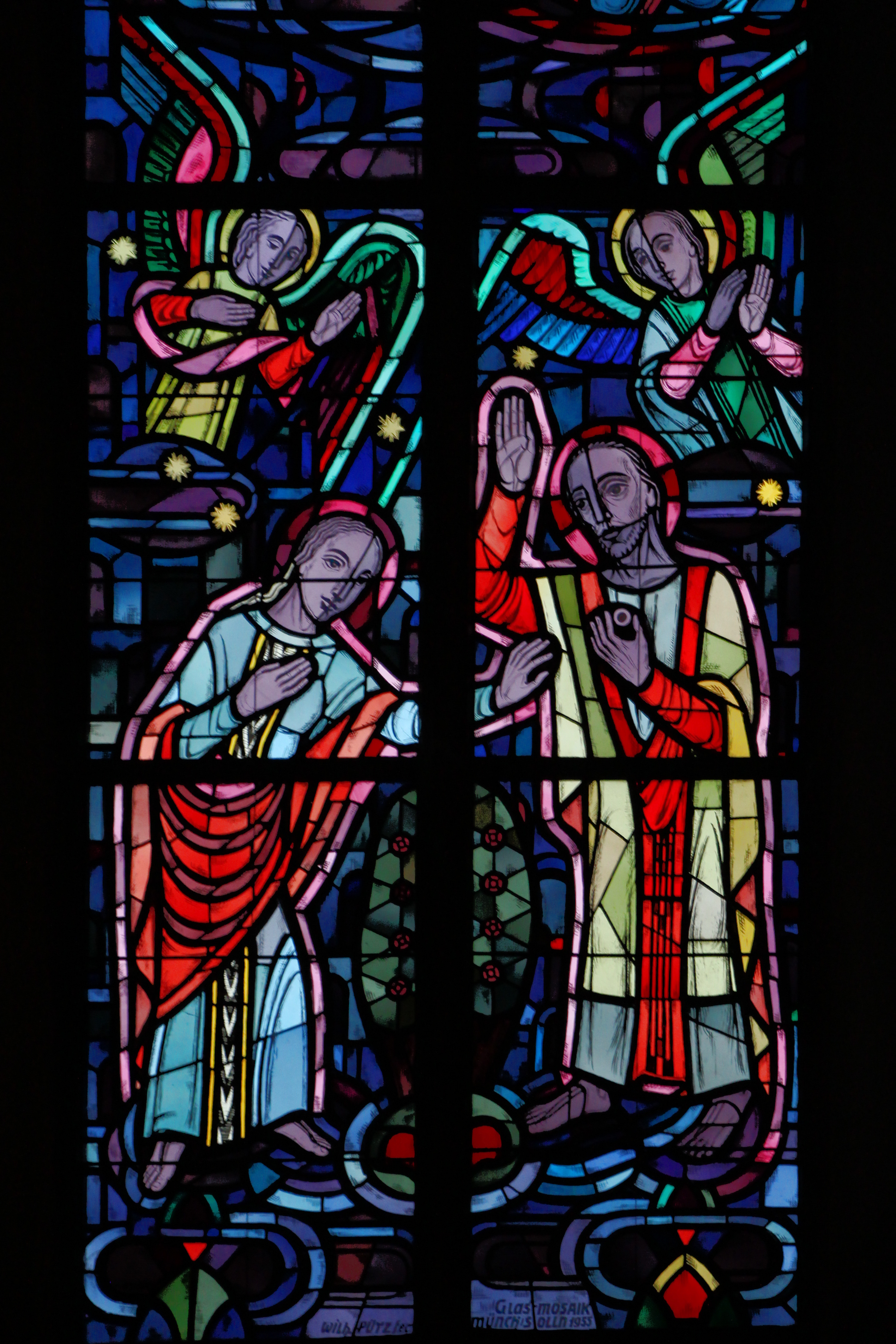
Jesus reicht Maria einen Brautring (rechtes Chorfenster unten)

Maria als Kirchenpatronin

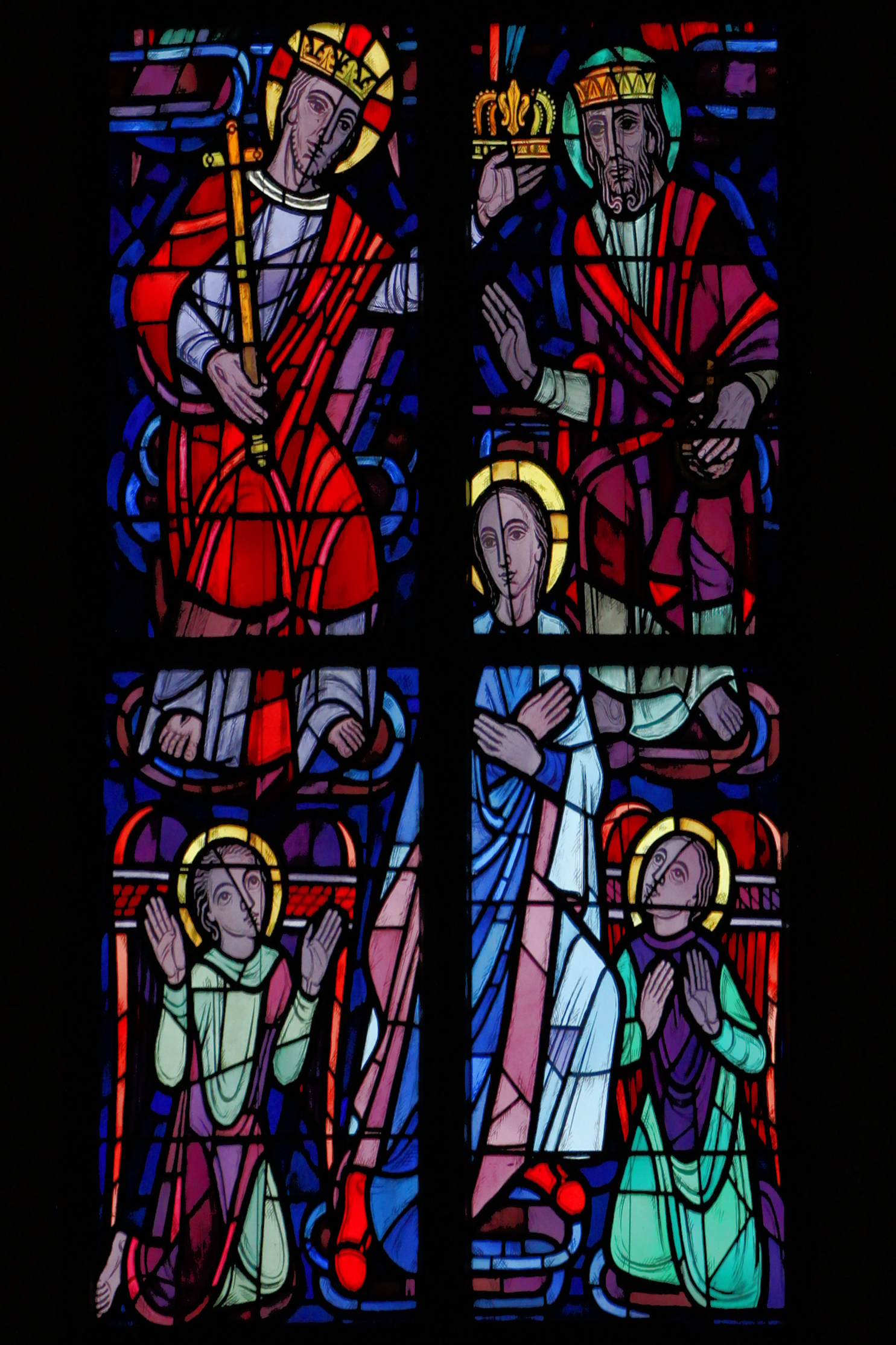
Maria als Patronin der triumphierenden Kirche (mittleres Chorfenster oben)
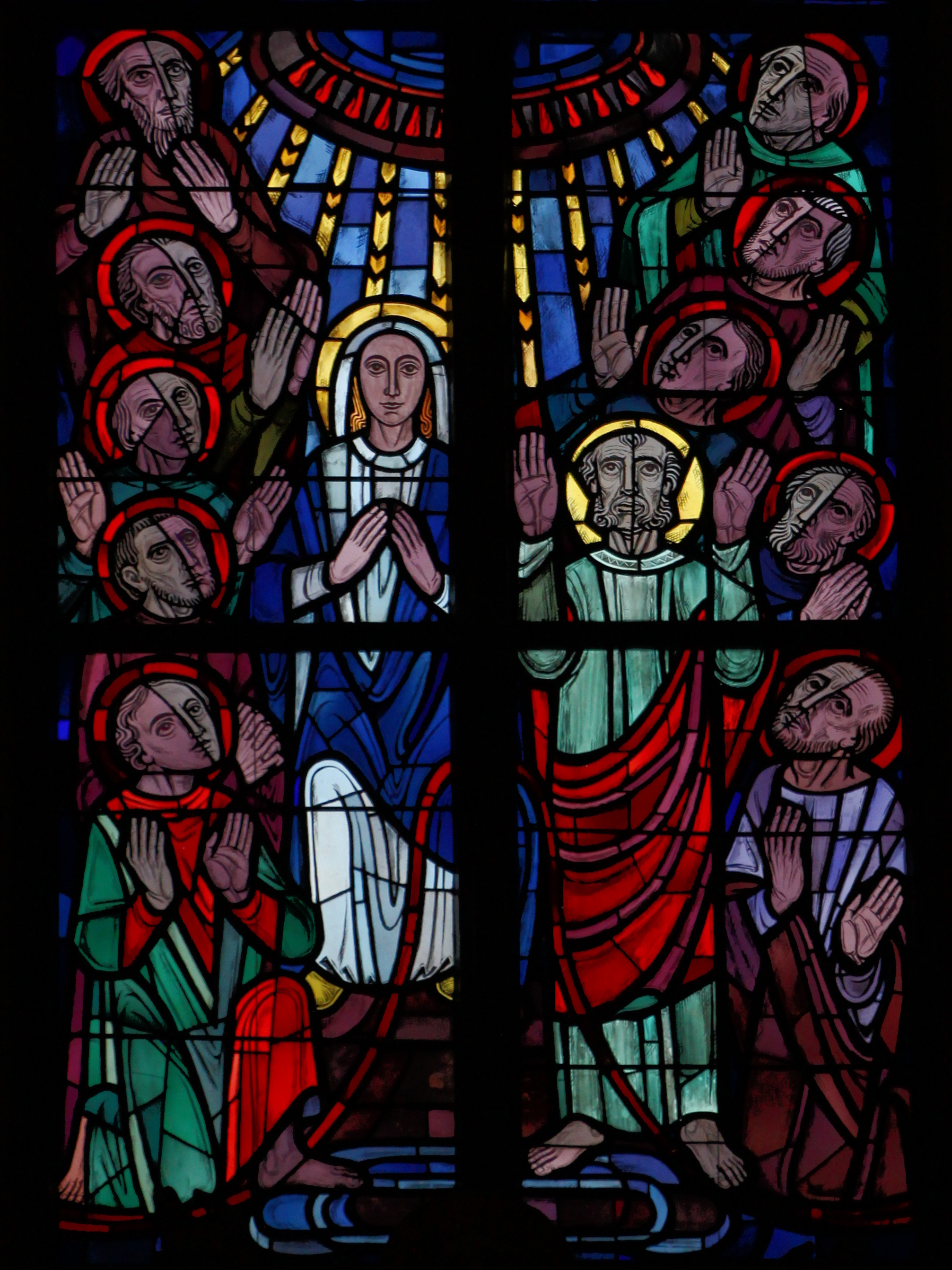
Maria als Patronin der streitenden Kirche (mittleres Chorfenster Mitte)
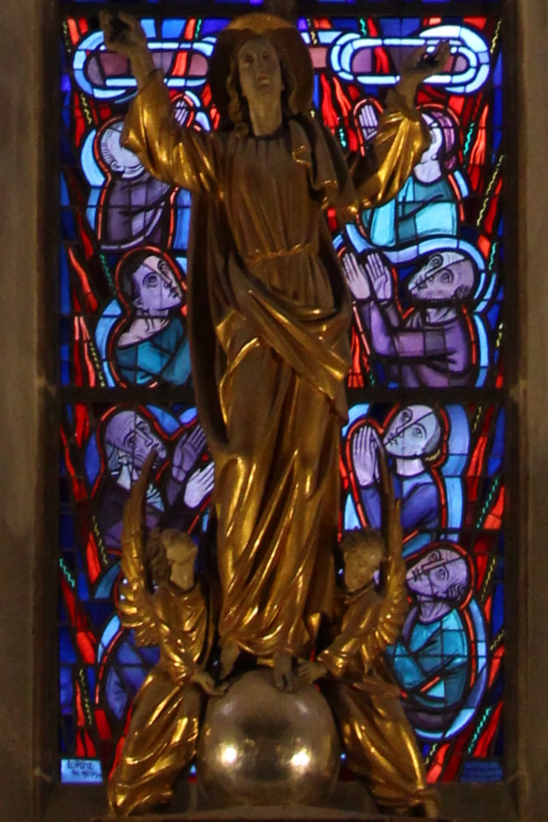
Maria als Patronin der leidenden Kirche (mittleres Chorfenster unten)

## Nordfenster
Auf der Nordseite sind weitere sieben Fenster:
- Petrus
- Rosa mystica
- Foederis arca
- Janua caeli
- Turris davidica
- Vas insigne devotionis
- Magnificat